# Sit elegant
El sit elegant (Emberiza elegans) és una espècie d'ocell de la família dels emberízids (Emberizidae) que habita matolls, boscos i vessants amb herba del sud-est de Sibèria, nord-est i centre de la Xina i Corea. En hivern les poblacions septentrionals arribin fins al Japó i el sud-est de la Xina.

## Migració
La investigació sobre isòtops de les plomes ha revelat que les poblacions del nord comencen la migració abans que les del sud. A més, un gradient latitudinal en isòtops d'hidrogen suggereix que els criadors del nord passen els hiverns més al nord que els seus homòlegs del sud.

## Taxonomia
Es reconeixen dues subespècies:
- E. e. elegans (Temminck, 1836) - Manxúria i nord de Corea fins al sud de Corea, sud del Japó i l'est de la Xina.
- E. e. elegantula (Swinhoe, 1870) - de Gansu a Shaanxi i al sud de Yunnan i Hunan.